# Emmanuel Clérico
Emmanuel Clérico (ur. 30 grudnia 1969 roku w Paryżu) – francuski kierowca wyścigowy.

## Kariera
Clérico rozpoczął karierę w wyścigach samochodowych w 1990 roku od startów we Francuskiej Formule Renault, gdzie raz zwyciężył. Z dorobkiem 29 punktów uplasował się na dziesiątej pozycji w klasyfikacji generalnej. Rok później w tej samej serii był już czwarty. W późniejszych latach pojawiał się także w stawce Privilege Formula Festival International, Francuskiej Formuły 3, Masters of Formula 3, Grand Prix Monako Formuły 3, Grand Prix Makau, Grand Prix Fuji Formuły 3, Formuły 3000, 24-godzinnego wyścigu Le Mans, Global GT Championship, Niemieckiej Formuły 3, Zhuhai 3 Hours, FIA GT Championship, French GT Championship oraz American Le Mans Series.
W Formule 3000 Francuz startował w latach 1994-1995, 1997. W pierwszym sezonie startów raz, na torze Autódromo do Estoril wywalczył pole position, jednak ostatecznie nigdy nie zdobywał punktów. Dopiero rok później uzbierał ich łącznie 15. Dało mu to piąte miejsce w klasyfikacji generalnej. W 1997 roku wystartował podczas rundy na torze Nürburgring, gdzie był fwunasty. Został sklasyfikowany na 33. miejscu w końcowej klasyfikacji kierowców.
W sezonie 1994 Clérico był kierowcą testowym ekipy Larrousse w Formule 1, zaś rok później testował dla francuskiego zespołu Ligier.